# Bomba calabaza
Las bombas calabaza (pumpkin bombs en inglés) eran un tipo de bombas aéreas convencionales desarrolladas por el Proyecto Manhattan, utilizadas por las Fuerzas Aéreas de los Estados Unidos contra Japón durante Segunda Guerra Mundial.
Eran una réplica casi exacta de la bomba de plutonio denominada Fat Man, con las mismas características balísticas y de manejo, pero utilizando alto explosivo convencional en vez de una carga nuclear. Fue principalmente utilizada con propósitos de prueba y entrenamiento, incluyendo misiones de combate reales llevadas a cabo por el 509th Composite Group.
El nombre "bomba calabaza", término de referencia real utilizado en los documentos oficiales, era debido a la abultada forma elipsoidal de la carcasa de la bomba original, necesaria para alojar el dispositivo esférico que contenía el núcleo de "Fat Man" (una bomba nuclear de implosión de plutonio), en vez de la forma cilíndrica más habitual de otras bombas. 

## Desarrollo
Las bombas calabaza eran un medio de proporcionar una formación lo más realista posible para el personal de tierra y las tripulaciones del 509th Composite Group, que con sus bombarderos Boeing B-29 Superfortress iban a tener la misión secreta de lanzar la bomba atómica sobre Japón. La bomba calabaza era una réplica no nuclear de la bomba de plutonio Fat Man con las mismas condiciones balísticas y de manejo. Las especificaciones para la bomba exigían que pudiera ser embarcada en la bodega de lanzamiento delantera de un bombardero B-29 Silverplate, y que su espoleta funcionase eficazmente en condiciones reales.
Se produjeron bombas calabaza de varios tipos, tanto con carga inerte como con alto explosivo. Las versiones inertes se rellenaron con una mezcla de cemento, yeso, y arena, combinados para obtener una densidad de 1.67 a 1.68 gramos por centímetro cúbico, la densidad de las versiones cargadas con el alto explosivo denominado Compuesto B. El relleno de ambas variantes a su vez tuvo el mismo peso y distribución de masas "esférica interior" de "Fat Man". 
El concepto de la bomba calabaza de alto explosivo fue ideado en diciembre de 1944 por el capitán de la Armada William S. Parsons (jefe de la División de Artillería del Proyecto Manhattan en el Laboratorio de Los Álamos), y por el teniente coronel de la Fuerza Aérea Paul Tibbets (comandante del 509th Composite Group). Las pruebas previas se llevaron a cabo con una versión inerte.
La denominación "bomba calabaza" fue dada a las bombas de formación por Parsons y por Charles C. Lauritsen del Instituto de Tecnología de California, quien dirigió el equipo de desarrollo. El nombre se utilizó en documentos y reuniones oficiales, y probablemente hacía referencia a su abultada forma elipsoidal. A pesar de que algunas fuentes atribuyen el nombre de las bombas a que estaban pintadas de color calabaza, las bombas en realidad estaban pintadas de color verde oliva o caqui. Las fotografías indican que las unidades enviadas a Tinián fueron pintadas con la misma pintura de cromato de zinc (netamente amarilla) utilizada en "Fat Man".
Mientras que muchos científicos del proyecto Manhattan esperaban que el desarrollo del mecanismo de temporizador de la explosión sería sencillo, Parsons, con su experiencia en el programa de espoletas de proximidad, sabía que iba a implicar un esfuerzo considerable. El programa de pruebas se inició el 13 de agosto de 1943 en la Zona de Pruebas Naval de Dahlgren, Virginia, donde se desarrolló un modelo a escala de la bomba de plutonio "Fat Man". El 3 de marzo de 1944, las pruebas se trasladaron a la Base de la Fuerza Aérea Edwards, en California. Los ensayos iniciales demostraron que la configuración de "Fat Man" era inestable en vuelo, y que su espoleta no funcionaba correctamente.

## Producción
Las carcasas de la bomba calabaza fueron fabricadas por dos empresas de Los Ángeles, la Consolidated Steel Corporation y la Western Pipe and Steel Company, mientras que la sección de cola fue producida por la Centerline Company de Detroit. Después del desarrollo inicial, la administración del programa recayó en la Agencia de Artillería de la Armada de los EE. UU. en mayo de 1945. Un total de 486 bombas (entre explosivas e inertes) fueron finalmente entregadas, con un coste de entre 1000 y 2000 dólares cada unidad.
Todas las versiones inertes fueron directamente enviadas por ferrocarril de los fabricantes al Campo del Ejército del Aire de Wendover (Utah), donde fueron utilizadas por la 216.ª Unidad Base, realizando pruebas de vuelo con la bomba. Algunas misiones de prueba de lanzamiento fueron voladas por el 393d Escuadrón de Bombardeo del 509th Composite Group como ejercicios de entrenamiento. Las bombas destinadas a explotar fueron embarcadas al Depósito de Munición Naval, McAlester, Oklahoma, para ser llenadas con explosivos. El Compuesto B se vertió en forma de pasta, solidificando en una secadora durante 36 horas, sellándose las bombas y siendo transportadas por ferrocarril hasta el Port Chicago Naval Magazine, California, para  ser embarcadas por mar hasta Tinian.

## Descripción

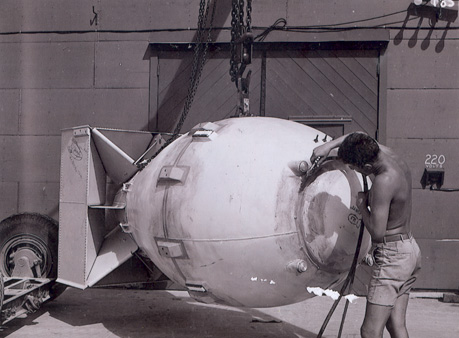
"Fat Man", la bomba atómica original replicada por las bombas calabaza.

La bomba calabaza era externamente similar a la bomba "Fat Man" en medidas y forma, y ambas tuvieron la misma cola cuadrada de 130 cm de lado y un punto de anclaje único del tipo denominado Paracaídas de California. La bomba calabaza tuvo tres alveolos para alojar las espoletas de contacto, dispuestos en un triángulo equilátero alrededor de la nariz de la bomba, mientras que la bomba atómica tuvo cuatro alojamientos. "Fat Man" tenía las secciones de su carcasa unidas con tornillos, sellados con una capa de asfalto líquido aplicado externamente. Algunas, si no todas las bombas calabaza, tenían soldado el orificio de 100 mm de diámetro utilizado para rellenarlas. "Fat Man" también tenía cuatro puntos de montaje externos para antenas de radar, de los que las bombas calabaza carecían.
Las bombas calabaza medían 3,25 m de longitud y 1500 mm de diámetro máximo. Pesaban 5340 kg, de los cuales 1700 kg eran de la carcasa, 193 kg de la cola, y 2900 kg del Compuesto B. Las carcasas estaban fabricadas de acero laminado de 9,5 mm de espesor y las aletas de cola con chapa de aluminio de 5,1 mm.

## Misiones de combate
Las misiones de combate fueron voladas por el 509th Composite Group durante los días 20, 23, 26 y 29 de julio, y 8 y 14 de agosto de 1945, utilizando las bombas contra objetivos individuales en ciudades japonesas. Un total de 49 bombas cayeron sobre 14 objetivos, una bomba acabó en el océano, y dos iban a bordo de aeronaves que abortaron sus misiones.
Los parámetros de las misiones y los protocolos eran similares a los de las misiones de las bombas atómicas reales, y todos los objetivos fueron localizados en la proximidad de las ciudades designadas para el ataque atómico. Las bombas se liberaron a una altitud de 30.000 pies (9100 m) y la aeronave entonces daba el giro cerrado requerido en una misión nuclear. Después de la guerra, un estudio del Mando Estratégico de Bombardeo concluyó que las bombas calabaza eran una arma razonablemente eficaz "contra plantas japonesas cuándo los ataques directos fueron lanzados en puntos vitales, o cuando el impacto era lo suficientemente cercano como para causar daños estructurales severos en edificios importantes".